# Palo (Osca)
Palo és un municipi aragonès situat a la província d'Osca i enquadrat a la comarca del Sobrarb.